# 合体双吸虫属
合体双吸虫属（学名：Syncorpozoum）为囊双科的一个属。

## 下属物种
本属包括以下物种：
- 海南合体双吸虫 Syncorpozoum hainanense Ku & Shen, 1965